# الستر (البه)
الستر (به آلمانی: Elster) یک منطقهٔ مسکونی در آلمان است که در تسانا-لشتر واقع شده‌است. الستر ۲٬۵۲۷ نفر جمعیت دارد.